# Mimocolliuris chaudoiri
Mimocolliuris chaudoiri is een keversoort uit de familie van de loopkevers (Carabidae). De wetenschappelijke naam van de soort is voor het eerst geldig gepubliceerd in 1858 door Carl Henrik Boheman.